# 玉置いづみ
玉置 いづみ（たまおき いづみ、英: Tamaoki Izumi）は、日本の実業家、インストラクター、女優。Izmic Be STUDIOを運営。

## 経歴
- 劇団ショーマに所属し、パズラーに出演。また、ほぼ全作品の照明等のスタッフを担当[3]。
- オペラ座の怪人に、マアールイ役で出演。[4]
- 1991年6月 舞台結婚披露宴に出演。(演出 青井陽治、出演 富田靖子、大沢樹生、岡田真澄、野口五郎等)[5]
- 1995年4月 時来組の舞台 三波伸介メモリアル　三波伸一座長公演「次郎長ピクリと動く」に出演。(演出助手も務める。)[6]
- 1995年12月1日 IZUMI JAZZ DANCEをオープン。[7]
- 2000年9月1日 Izmic Be STUDIOをオープン。[7]
- 2002年 アミューズ主催 100時間オーディションの、ダンス・芝居の講師を務める。[8]
- 2005年 スケッチ座の舞台 ゴッドブレスユー「夜回り先生～悲しみのHERO～」(演出 清水こうせい)の、振付を担当する。[9]